# Sosthène de La Rochefoucauld

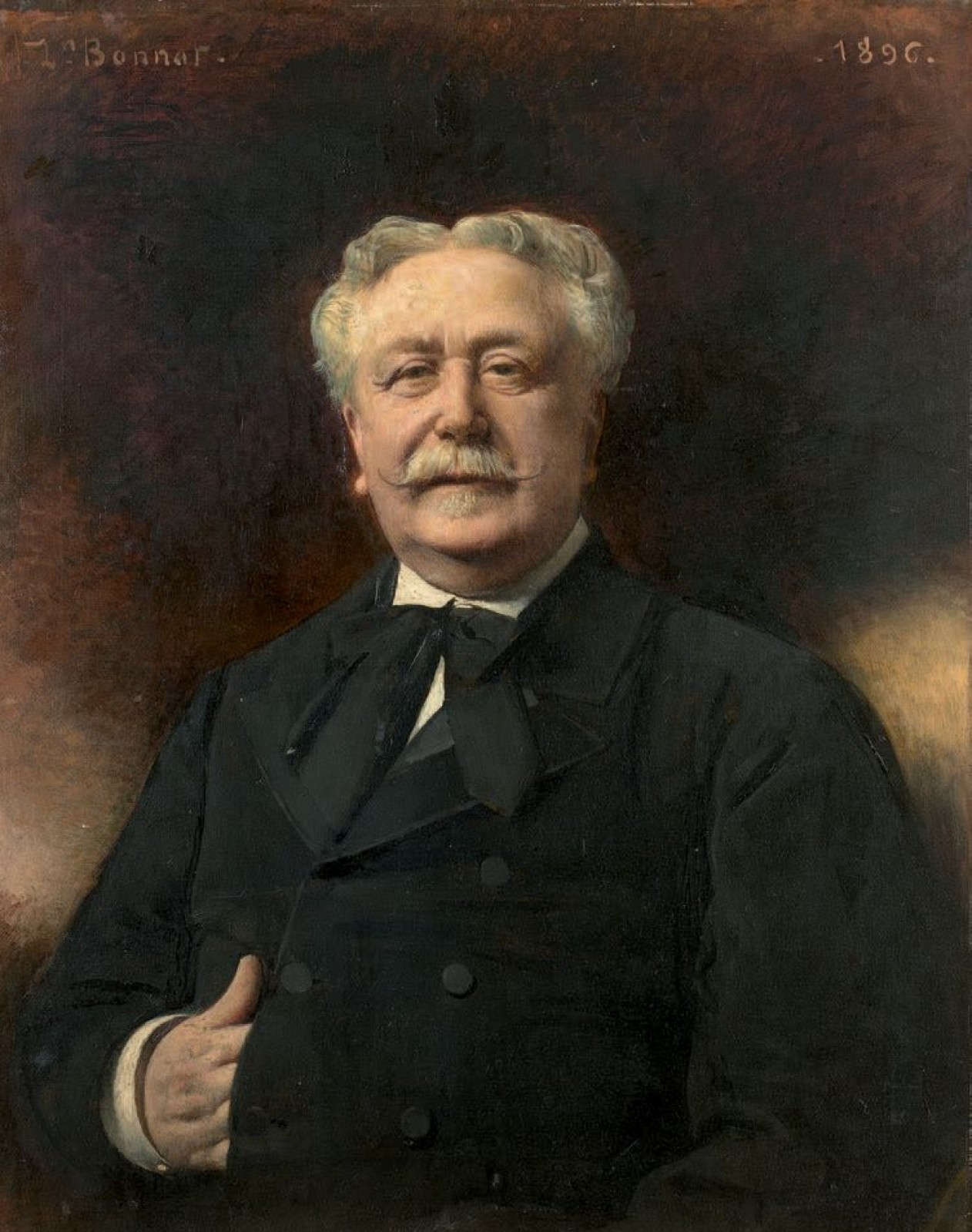
Sosthène de La Rochefoucauld.

Sosthène, greve de La Rochefoucauld, hertig de Bisaccia, född den 1 september 1825 i Paris, död den 28 augusti 1908 i Bonnétable, Sarthe, var en fransk ädling, sonson till François Alexandre de La Rochefoucauld.
de La Rochefoucauld deltog 1871-98 som klerikal legitimistisk deputerad i det politiska livet, var 1873-74 Frankrikes ambassadör i London samt väckte i juni 1874 utan framgång ett förslag om monarkins återställande. År 1887 ärvde de La Rochefoucauld efter sin barnlöse äldre bror titeln hertig de Doudeauville.